# Riverton (Illinois)
Riverton es una villa ubicada en el condado de Sangamon en el estado estadounidense de Illinois. En el Censo de 2010 tenía una población de 3455 habitantes y una densidad poblacional de 601,71 personas por km².

## Geografía
Riverton se encuentra ubicada en las coordenadas 39°50′46″N 89°32′30″O / 39.84611, -89.54167. Según la Oficina del Censo de los Estados Unidos, Riverton tiene una superficie total de 5.74 km², de la cual 5.65 km² corresponden a tierra firme y (1.62%) 0.09 km² es agua.

## Demografía
Según el censo de 2010, había 3455 personas residiendo en Riverton. La densidad de población era de 601,71 hab./km². De los 3455 habitantes, Riverton estaba compuesto por el 97.22% blancos, el 0.55% eran afroamericanos, el 0.38% eran amerindios, el 0.35% eran asiáticos, el 0% eran isleños del Pacífico, el 0.12% eran de otras razas y el 1.39% pertenecían a dos o más razas. Del total de la población el 1.33% eran hispanos o latinos de cualquier raza.